# 聖マルティン・オルガー教会
聖マルティン・オルガー教会（せいマルティン・オルガーきょうかい、英: St Martin Orgar）は、キャノン街から外れたマルティン通りのシティ・オブ・ロンドンに存在した教会堂である。教会名にある「オルガー（Orgar）」はディーン・アンド・チャプター・オブ・セント・ポールに教会堂を寄贈したデーン人であるオルドガーラス（Ordgarus）（オドガーラス（Odgarus）、オルガーラス（Orgarus）、オルドガー（Ordgar）、オルガー（Orgar）とも）に由来する。
マザー・グースの1篇である伝承童謡「オレンジとレモン」に登場する教会のひとつと見なされることもある。この建築物の大半は1666年に起きたロンドン大火で破壊されたが、塔と身廊部分はそのまま残った。教会があった小教区はセント・クレメント教会に吸収された。教会墓地は1853年まで合併教区がそのまま使用していた。
復元された教会の残りの部分は1820年までフランス新教が使用していた。残存建築物の殆どは破壊されたが、塔はそのまま残り、セント・クレメント教会の鐘塔として1851年に再建された。聖マルティン教会の教会墓地の一部が鐘塔の北側に残されている。
- 1853年に聖マルティン・オルガー教会の跡地に建てられた29マルティン・レーン